# Поклик Ктулху
«По́клик Кту́лху» або «По́клик Кту́лгу» (англ. The Call of Cthulhu) — містичне оповідання Говарда Лавкрафта, написане в 1926 році і вперше видане в 1928 в журналі Weird Tales. Оповідання складається з трьох пов'язаних між собою частин, які подано як нотатки Френсіса Терстона, жителя Бостона, який займався розслідуваннями, пов'язаними з культом божества Ктулху.
Оповідання є одним з найвідоміших і найвпливовіших творів Лавкрафта, на честь персонажа якої названа спільна міфологія «Міфи Ктулху», створена самими Лавкрафтом і його послідовниками.
Українською оповідання вперше вийшло в журналі «Всесвіт» у 2010 році у перекладі Дарини Семенової. У 2016 під заголовком «Поклик Ктулгу» вийшов переклад українською у видавництві КСД у перекладі Андрія Яремчука. У 2017 році оповідання вийшло в складі другого тому повного зібрання прозових творів Говарда Лавкрафта у Видавництві Жупанського у перекладі Катерини Дудки та Остапа Українця.

## Сюжет

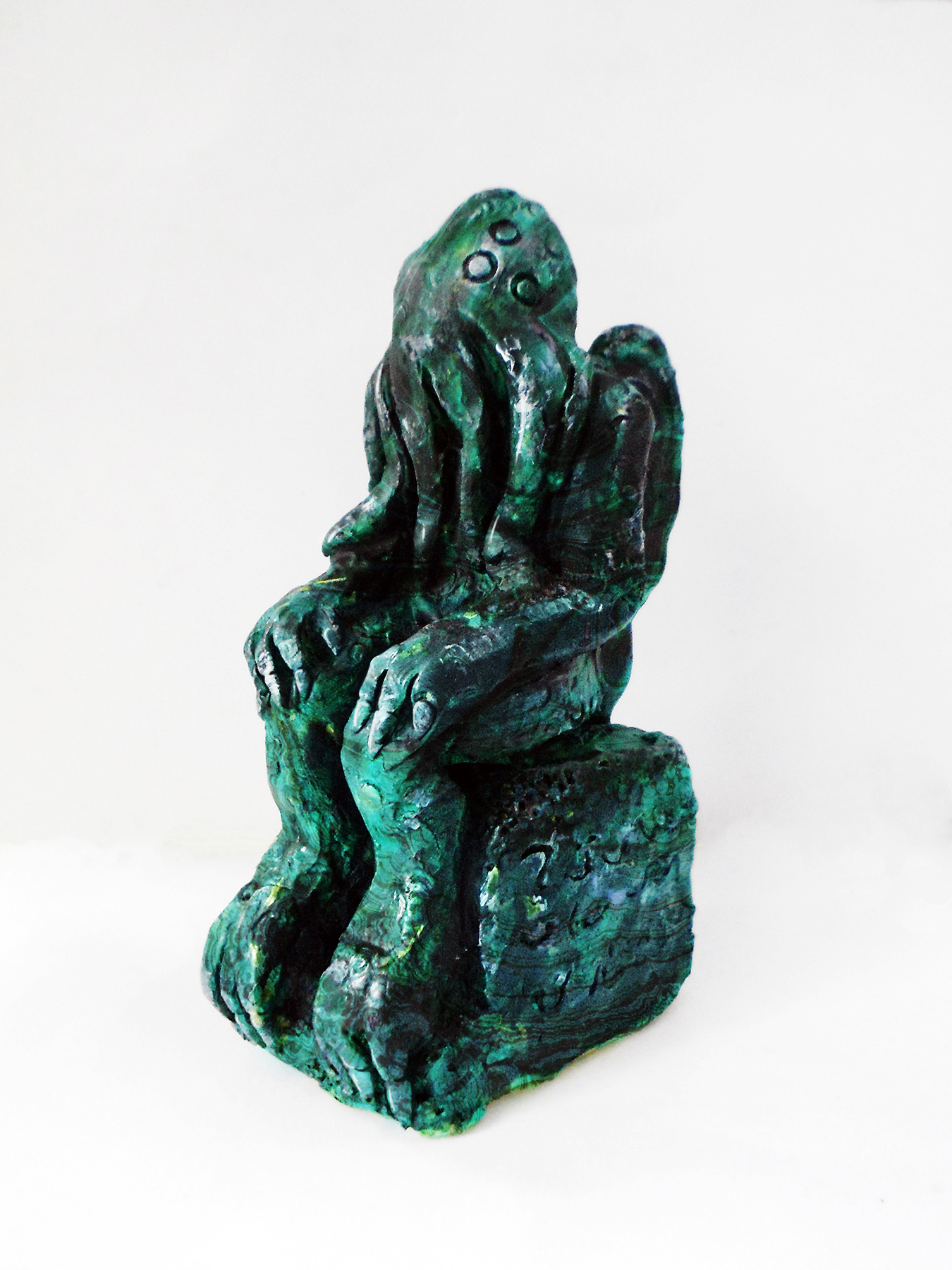
Статуетка Ктулху, створена за описом з оповідання.

### Жах у глині
У першій частині сюжет розгортається навколо таємничого глиняного барельєфа із зображенням стародавнього божества Ктулху. Оповідач знаходить барельєф в речах свого двоюрідного діда професора Енджелла. Зображення було виконане скульптором Вілкоксом в березні 1925 року в стані напівсну. У цей час Вілкокса переслідували загадкові галюцинації, в яких він бачив циклопічні міста немислимої архітектури. Подібні кошмари в той період переживали і багато інших жителів. В основному це були художники, скульптори, архітектори, та інші люди з чутливою психікою.
На ранок Вілкокс, вражений своїм творінням, відніс його професору Ендґелу. Виявилося, що барельєф дуже нагадував статуетку, вилучену поліцією у членів релігійної секти в Новому Орлеані за 17 років до цього.

### Історія інспектора Леґресса
У другій частині поліцейський Леґресс розповідає на історичному симпозіумі, як він в 1908 році брав участь у захопленні секти, що поклонялася Ктулху. Це була саме та секта, у якої вилучили статуетку.
Дії секти описуються як вкрай розпусні і богохульні. Місцеві жителі боялися її оргій та говорили, що на цих оргіях приносяться людські жертви, як насправді і було. Команда поліцейських на чолі з Леґрессом прибула на місце чергового зібрання сектантів після сигналу про допомогу: пропало кілька скватерів. Поліції вдалося захопити багатьох членів секти, і її діяльність була припинена. Але допити полонених дали мало результатів: вони виявилися деградованими людьми з ознаками божевілля, які наполегливо відстоювали істинність свого культу.
Що дуже здивувало істориків у цій оповіді — так це слова, використовувані культистами: Пх'нглуі мглвнафх Ктулху Р'льех вгах'нагл фхтагн. Приблизним перекладом слів було «У своєму домі, в місті Р'льєсі, мертвий Ктулху спить в очікуванні свого часу». Виявилося, що точно такі ж слова використовувалися в культі одного племені ескімосів, яке досліджували деякі учасники симпозіуму.

### Божевілля з моря
Головним персонажем цієї частини є моряк Йогансен, який був другим помічником капітана на шхуні «Емма». Разом з десятьма іншими моряками він здійснював рейс на шхуні, але під час шторму шхуна сильно збилася з курсу і зустрілася з піратською яхтою «Прудка». Моряки не підкорилися наказам піратів, і тоді пірати вступили з командою «Емми» в сутичку. Команда «Емми» перемогла, але обстріляне судно довелося залишити і пересісти на яхту піратів. Під час сутички загинули капітан і його перший помічник, тому Йогансен взяв командування на себе. Також загинув ще один матрос.
На яхті моряки виявили дивного ідола, який викликав жах і огиду. Це була статуетка Ктулху, що дуже нагадувала вилучену у культистів в Новому Орлеані. Моряки продовжили свій курс і причалили до невідомого острова-міста, який і виявився Р'льєхом. Вони відчували страх перед цим місцем, але з цікавості вирішили його оглянути. Геометрія острова була незвичною, не можна було навіть точно сказати, чи є його суша і море навколо горизонтальними.
Згодом команда натрапила на величезні двері. Коли люди наблизилися до дверей, вони стали здаватися не зовсім вертикальними. Команда безуспішно спробувала відкрити двері, після чого один з матросів став підійматися по них, намагаючись знайти рухливу ділянку. Раптом двері почали відкриватися, і назовні вирвався страшний сморід. В отворі з'явився Великий Ктулху, пробуджений від сну. Двоє з восьми моряків померли на місці від переляку, ще трьох чудовисько згребло лапою і проковтнуло. Інші троє спробували тікати, один з них влучив у кут будівлі, куди його наче засмоктало. Решта двоє встигли дістатися до яхти, але один з матросів збожеволів від пережитого жаху і через кілька днів помер. Ктулху зійшов у море, переслідуючи людей. Єдиним, хто зберіг життя і розум, виявився Йогансен, він завів яхту, але зрозумів, що вона не встигне набрати швидкість. Тоді моряк розвернув яхту і протаранив Ктулху, проте той після тарану швидко став відновлюватися. Але яхта до його повного відновлення вже встигла відплисти на безпечну відстань.
Через кілька днів Р'льех знову опустився під воду, і кошмари, що мучили людей, припинилися.

## Основні персонажі
- Джордж Геммел Ендґелл (англ. George Gammell Angell) — двоюрідний дід головного героя. З персонажів оповідання він першим почав систематично вивчати події, пов'язані з загадковим культом Ктулху. Помер за загадкових обставин, пояснених слабким серцем, залишивши своєму онукові в спадщину результати своїх досліджень.

- Френсіс Терстон (англ. Francis Wayland Thurston) — бостонський антрополог, який знаходить глиняний барельєф із зображенням стародавнього божества Ктулху в речах свого покійного двоюрідного діда. Після цього він, зацікавившись знахідкою, починає своє розслідування смерті діда, яка була пов'язана з незрозумілими явищами, що відбуваються в Бостоні, і культом Ктулху.

- Джон Леґресс (англ. John Raymond Legrasse) — поліцейський інспектор з Нового Орлеана, який спільно з загоном поліції брав участь у затриманні сектантів, які поклоняються Великому Ктулху, 1 листопада 1907 року.

- Генрі Ентоні Вілкокс (англ. Henry Anthony Wilcox) — скульптор, який, перебуваючи в стані напівсну, виліпив глиняну статуетку бога Ктулху. Переслідуваний нічними кошмарами, він звертається до Ендґелла за допомогою.

- Густав Йогансен (англ. Gustav Johansen) — моряк з Норвегії, другий помічник капітана з корабля «Емма», єдиний хто залишився в живих після зустрічі з «мертвим, але сплячим» Ктулху в південній частині Тихого океану на острові-місті Р'льех в березні 1925 року. Повернувшись до Норвегії, описав все побачене ним в ту страшну ніч, залишивши рукопис англійською мовою, щоб не лякати дружину, і незабаром після цього помер таємничою смертю.

## Адаптації та вплив

### Екранізації
- «Поклик Ктулху». У 2005 році вийшов однойменний фільм, створений Шоном Бренні та Ендрю Леманом для Історичного товариства Говарда Лавкрафта (H P. Lovecraft Historical Society), який в точності повторює сюжет книги. На зйомках була вперше використана технологія штучного зістарювання зображення «міфоскоп». Фільм стилізований під німі чорно-білі фільми 20-х років. Від початку призначений для розповсюдження на DVD[1].

### Відеоігри
- У 2005 році вийшла однойменна відеогра Call of Cthulhu: Dark Corners of the Earth за мотивами різних повістей Лавкрафта і послідовників для Xbox 360, у 2006 році гра була портована на PC. Як такого, Ктулху в грі немає, але гравець може знайти його ідоли і потрапити під його вплив.
- У відеогрі World of Warcraft є безліч згадувань Ктулху, а також цілий Сутінковий Культ, поширений по всьому континенту Азерот, який поклоняється Давнім Богам. Примітно, що один з цих стародавніх богів знаходиться в глибинах океану.
- У 2008 році чудовисько Ктулху було згадане у грі «Санітари підземель 2: полювання на чорний квадрат».
- У інді-відеогрі Terraria присутній бос, який згадується як Око Ктулху.

### Музика
- У метал-групи Metallica в альбомі Ride the Lightning є інструментальна композиція «The Call of Ktulu», а в альбомі Master of Puppets є пісня «The Thing That Should Not Be», що є прямими посиланнями до оповідання Лавкрафта. Також колишній басист Metallica Кліфф Бертон був фанатом Лавкрафта.
- У метал-групи Cradle of Filth в альбомі Midian є композиція «Cthulhu Dawn».
- У дум-метал-групи Draconian в альбомі «Dark oceans we cry» є композиція «Cthulhu Rising».
- У групи Lamia Morra на альбомі «Liber Logaeth» є композиція «Заборонені сни», присвячена пробудженню Ктулху.

### Драматургія
- Dark Adventure Radio Theatre: The Call of Cthulhu (2012) — радіоп'єса від товариства H. P. Lovecraft Historical Society та Dark Adventure Radio Theatre[2].

## Переклади українською
- Говард Лавкрафт. «Поклик Ктулху». Переклад з англійської: Дар'я Семенова. Київ: журнал «Всесвіт». № 5-6 за 2010 рік
- Говард Лавкрафт. «Поклик Ктулгу». // Стівен Кінг та інші. Колір зла: збірка .[3] Переклад з англійської: Андрій Яремчук. Харків : КСД, 2016. — 460 стор. ISBN 978-617-12-0478-2
- Говард Лавкрафт. «Поклик Ктулху». // Говард Лавкрафт. Повне зібрання прозових творів у 3 томах. Т. 2.[4] Пер. з англ.: К. Дудка та О. Українець. Київ: Вид. Жупанського, 2017. 480 стор. ISBN 978-966-2355-82-6
- Говард Лавкрафт. «Поклик Ктулгу». // Говард Лавкрафт. «Поклику Ктулгу» та інші історії жаху[5]. Пер. з англ.: А. Олійник, Т. Бойко, Р. Осадчук, та П. Швед. Київ: Komubook, 2019. 424 стор. ISBN відсутнє[6]
- Говард Лавкрафт. «Поклик Ктулху». // Говард Лавкрафт. «Поклику Ктулху» (збірка).[7] Переклад з англійської: Євген Тарнавський. Харків: Фоліо, 2019. 224 стор. ISBN 978-966-03-8528-3[8]